# Kaimoto Kojiro
Kojiro Kaimoto (sinh ngày 14 tháng 10 năm 1977) là một cầu thủ bóng đá người Nhật Bản.

## Sự nghiệp câu lạc bộ
Kojiro Kaimoto đã từng chơi cho Gamba Osaka, Seongnam Ilhwa Chunma, Nagoya Grampus Eight, Albirex Niigata và Tokyo Verdy.